# Heterolocha sabulosa
Heterolocha sabulosa är en fjärilsart som beskrevs av Max Joseph Bastelberger 1909. Heterolocha sabulosa ingår i släktet Heterolocha och familjen mätare. Inga underarter finns listade i Catalogue of Life.